# سایه‌های سیاه
سایه‌های سیاه (به انگلیسی: Dark Shadows) فیلمی کمدی-ترسناک است که بر اساس مجموعه‌ای گوتیک (۱۹۶۶–۱۹۷۱) به همین نام ساخته شده‌است. کارگردان فیلم تیم برتون است و نقش اول فیلم، جانی دپ در نقش خون‌آشامی ۲۰۰ ساله به نام بارناباس کالینز است. این فیلم غروب ۱۰ می ۲۰۱۲ اکران شد.

## خلاصه داستان
در سال ۱۷۶۰ «جاشوا» و «نائومی کالینز» از لیورپول انگلیس به آمریکای شمالی می‌روند. آن‌ها یک منطقهٔ ماهیگیری در مین به نام «کالینزپورت» و ملک بزرگ «کالین وود» را احداث می‌کنند. پسر خانواده، «بارناباس» قرار است پسری ثروتمند و مالک کالین وود شود. او قلب جادوگری به نام «آنجلیک بوچرد» را که خدمتکار آنهاست می‌شکند. آن جادوگر با جادو، پدر و مادر او را می‌کشد و خانوادهٔ کالینز را طلسم می‌کند. بارناباس جادوی سیاه را یادمی‌گیرد تا ثابت کند که آنجلیک یک جادوگر است. او عاشق «جوزت دو پرس» می‌شود. آنجلیک از حسادت جوزت را طلسم می‌کند و او تحت تأثیر طلسم به سمت پرتگاه می‌رود تا خودش را از بالای آن پرت کند. بارناباس به دنبال جوزت می‌دود اما دیر می‌رسد. بارناباس به قصد خودکشی خودش را به پایین پرت می‌کند اما می‌فهمد که نمی‌تواند خودش را بکشد چون آنجلیک او را به یک خون‌آشام تبدیل کرده‌است. آنجلیک مردم شهر را متقاعد می‌کند که او یک خون‌آشام است و مردم بارناباس را در تابوتی زنجیر شده در جنگل زنده به گور می‌کنند.
در سال ۱۹۷۲ دختری به نام «مگی ایونز» با قطار به کالینزپورت می‌رود تا پرستار پسری به نام «دیوید کالینز» شود. وقتی در قطار است تصمیم می‌گیرد تا اسمش را به «ویکتوریا وینترز» تغییر دهد و از آن خانواده بخواهد تا او را «ویکی» صدا کنند. چند هیپی او را به ملک کالین وود می‌رسانند و ویکتوریا با ۴ نفر از اعضای خانواده، خدمتکاران (ویلی لومیس و خانم جانسون) و «الیزابت کالینز»، رئیس خانواده آشنا می‌شود. او می‌فهمد که مادر دیوید در دریا غرق شده‌است و دیوید باور دارد که روح مادرش با او حرف می‌زند. الیزابت، کالین وود را که رو به نابودی است، به ویکتوریا نشان می‌دهد. ویکتوریا با «کارولین»، دختر ۱۵ سالهٔ الیزابت که لجباز و عصبی و عاشق موسیقی است آشنا می‌شود. وقت شام با بقیهٔ اعضای غیرعادی خانواده آشنا می‌شود: «راجر»، برادر الیزابت و پدر دیوید و «دکتر جولیا هافمن»، روانپزشکی الکلی که برای کمک به دیوید استخدام شده‌است، اما تاکنون موفق نشده‌است برای او کاری بکند. دیوید با یک ملافه به شکل روح می‌آید تا ویکتوریا را بترساند. دیوید از روح مادرش که با او صحبت می‌کند، تعریف می‌کند. کارولین به او می‌گوید که دیوانه شده‌است اما ویکتوریا می‌گوید که به روح اعتقاد دارد. بعد از شام وقتی که ویکتوریا در اتاقش است می‌بیند که دوباره دیوید به شکل روح درآمده‌است اما وقتی ملافه را کنار می‌زند روح جوزت را می‌بیند که می‌گوید: «او دارد می‌آید!» و بعد بالای چلچراغی بزرگ می‌رود و خودش را به همان شکلی که از صخره پرت شده بود، به پایین می‌اندازد و غیب می‌شود.
همان شب یک گروه از کارگران که مشغول ساخت و ساز بودند به‌طور اتفاقی بارناباس را از تابوتش آزاد می‌کنند. بارناباس بعد از خوردن خون کارگران به سوی ملک کالین وود می‌رود و می‌بیند که قصر باشکوهش رو به نابودی است. او الیزابت را متقاعد می‌کند که او واقعاً همان کسی است که ادعا می‌کند و دربارهٔ طلسم خانوادگی و داستان مرگش می‌پرسد. الیزابت می‌گوید هیچ‌کس نمی‌داند که او چه طور مرده‌است و بارناباس می‌گوید که دلیل این که هیچ‌کس نمی‌داند چه طور مرده‌است این است که او نمرده‌است. سپس برای اثبات هویتش، اتاقی مخفی پر از جواهرات را به الیزابت نشان می‌دهد. او می‌گوید که بارناباس به یک شرط می‌تواند با آن‌ها زندگی کند: راز اتاق مخفی را فاش نکند. او قبول می‌کند و قول می‌دهد که خون هیچ‌یک از افراد خانه را نخورد.
فردای آن روز بارناباس سر میز صبحانه با خانواده آشنا می‌شود. الیزابت می‌گوید که بارناباس یکی از خویشاوندان دور آنهاست که از انگلیس آمده‌است و بارناباس هم می‌گوید که برای کمک به خانواده برای رونق دادن کارشان آمده‌است. آنجلیک که حالا یکی از ساکنین موفق و محبوب کالینزپورت است، در می‌یابد که بارناباس از تابوتش خارج شده‌است. بارناباس در می‌یابد که شرکت ماهیگیری خانوادگی او به دلیل وجود خلیج ماهیگیری انجل که متعلق به آنجلیک است، رو به نابودی است. او تصمیم به انتقام می‌گیرد و به ملاقات او می‌رود و به او می‌گوید که اگر با او ازدواج نکند پشیمان می‌شود. بارناباس به او می‌گوید که کوچکترین علاقه‌ای به او ندارد و او می‌رود. بارناباس تصمیم می‌گیرد تا شرکت و ملک خانوادگی اش را نجات دهد. آنجلیک، بارناباس را به دفترش می‌خواند و دوباره به او می‌گوید که اگر با او ازدواج نکند، او و همهٔ چیزهای مورد علاقه اش را نابود می‌کند. او قبول می‌کند اما موقع رفتن می‌گوید که او عاشق ویکتوریاست و هیچ وقت به‌اندازه ویکتوریا او را دوست نخواهد داشت.
بارناباس پیش کارولین می‌رود تا او کمکش کند که ویکتوریا را به خودش علاقه‌مند کند. کارولین به او پیشنهاد می‌دهد که کمتر عجیب باشد و چند دوست معمولی پیدا کند. همان شب بارناباس با همان هیپی‌هایی که ویکتوریا را به کالین وود رساندند به جنگل می‌رود و با هم دربارهٔ عشق صحبت می‌کنند اما بارناباس با پشیمانی خون آن‌ها را می‌خورد. روز بعد دکتر جولیا هافمن در یک جلسه درمانی بارناباس را هیپنوتیزم می‌کند و او اعتراف می‌کند که یک خون‌آشام است و کارگران و هیپی‌ها را کشته‌است. جولیا شوکه و مجذوب او می‌شود. او پیش الیزابت می‌رود و از او می‌پرسد که چرا چنین رازی را مخفی کرده‌است. او پیشنهاد می‌کند تا با استفاده از تزریق خون بارناباس را به انسان تبدیل کند.
بارناباس تصمیم می‌گیرد که برای دوباره معروف کردن نام خانوادگی شان یک جشن بگیرند. کارولین پیشنهاد می‌دهد که آلیس کوپر را برای جشن دعوت کنند. بارناباس قبول می‌کند. بیرون از جشن بارناباس ویکتوریا را می‌بیند و به او می‌گوید که عاشقش است. در فلش بک دیده می‌شود که پدر و مادر ویکتوریا، او را در زمان کودکی به بیمارستان روانی فرستادند چون ویکتوریا با روح جوزت، معشوق بارناباس صحبت می‌کرده‌است. او تحت شوک درمانی قرار گرفته بود و بعد از بیمارستان فرار کرده بود. ویکتوریا به بارناباس می‌گوید که انگار سالهاست که او را می‌شناسد. آنجلیک به مهمانی می‌آید و بارناباس و ویکتوریا را با هم می‌بیند و خشمگین می‌شود.
روز بعد بارناباس می‌فهمد که دکتر هافمن به جای اینکه به او خون انسان تزریق کند، از بارناباس خون گرفته‌است تا برای جوان ماندن به خودش تزریق و خودش را به خون‌آشام تبدیل کند. بارناباس از این کار او عصبانی می‌شود و او را می‌کشد و جسدش را در اقیانوس می‌اندازد. او می‌فهمد که راجر، پدر دیوید سعی در پیدا کردن اتاق مخفی دارد. بارناباس او را تهدید می‌کند و به او دو راه پیشنهاد می‌دهد: بماند و برای دیوید پدری کند یا اینکه آنجا را ترک کند. راجر دومی را انتخاب می‌کند. بعد از اینکه راجر می‌رود، بارناباس وقتی که سعی می‌کند تا دیوید را از زیر گوی دیسکو که در حال افتادن است نجات بدهد، به‌طور اتفاقی زیر نور خورشید قرار می‌گیرد و پوستش می‌سوزد. بچه‌ها و ویکتوریا از راز او با خبر می‌شوند و می‌ترسند.
بارناباس آن شب با آنجلیک ملاقات می‌کند و یک بار دیگر پیشنهاد همکاری و ازواج او را رد می‌کند. آنجلیک با نیرویش بارناباس را در تابوت می‌اندازد و تابوت را با زنجیر می‌بندد و به قبرستان می‌برد. او با خواندن یک طلسم کارخانهٔ کنسروسازی کالینز را منفجر می‌کند. دیوید بارناباس را پیدا می‌کند و می‌گوید که روح مادرش به او مکان او را نشان داده‌است. در حالی که پلیس و آتش نشانان سعی در خاموش کردن آتش کارخانه دارند، آنجلیک نوار ضبط شده‌ای را از اعترافات بارناباس به قتل دکتر هافمن و کارگران ساختمان و هیپی‌ها به مردم نشان می‌دهد و مردم را یک بار دیگر با خانوادهٔ کالینز دشمن می‌کند و همه به سوی خانهٔ آن‌ها می‌روند.
وقتی آنجا می‌رسند، آنجلیک از دیدن بارناباس که دوباره آزاد شده‌است شوکه می‌شود. بارناباس پیشنهاد می‌کند که به جای خانواده اش دستگیر شود اما بعد آنجلیک را می‌گیرد و پلیس چند بار به او شلیک می‌کند. بعد از اینکه همه می‌فهمند که بارناباس کشته نمی‌شود، او برای اینکه به مردم نشان دهد که آنجلیک یک جادوگر است، دندان‌های نیشش را در گردن او فرومی‌کند و آنجلیک مثل ظرف سرامیکی شروع به ترک خوردن می‌کند. الیزابت به همه می‌گوید که آنجلیک جادوگر است و مردم و پلیس از ترس فرار می‌کنند. آنجلیک شروع به مبارزه می‌کند و خانه را به آتش می‌کشد. مجسمه‌های چوبی و تابلوها را زنده می‌کند، از تابلوها خون جاری می‌شود و دیوارها متلاشی می‌شوند. مشخص می‌شود که کارولین یک گرگینه است و با آنجلیک می‌جنگد (آنجلیک یک گرگینه را برای گاز گرفتن او در دوران بچگی فرستاده بوده‌است) اما آنجلیک او را به عقب پرتاب می‌کند. الیزابت با شات گان مقابل آنجلیک به دفاع می‌ایستد و دیوید روح مادرش را (که آنجلیک او را کشته‌است) احضار می‌کند. روح مادر دیوید، آنجلیک را به سمت چلچراغ پرتاب می‌کند و آنجلیک با چلچراغ سقوط می‌کند. آنجلیک که پوستش در حال ترک خوردن است، قلبش را به بارناباس پیشنهاد می‌کند و می‌گوید که واقعاً عاشق او است، اما بارناباس می‌گوید که او عشق را نمی‌شناسد و فقط می‌خواهد که مالک او باشد. قلب آنجلیک واقعاً می‌شکند و او می‌میرد.
بارناباس به دنبال ویکتوریا که از زمان فاش شدن راز خون‌آشام بودنش ناپدید شده‌است، می‌گردد. دیوید می‌گوید که روح مادرش می‌گوید که او به سمت صخره می‌رود. بارناباس او را پیدا می‌کند. ویکتوریا می‌گوید تا زمانی که او در نور و بارناباس در سایه زندگی می‌کند، هرگز نمی‌توانند با هم باشند. طلسم آنجلیک باعث می‌شود تا ویکتوریا خودش را از صخره به پایین پرت کند. بارناباس به دنبال او خودش را پرت می‌کند و گردن ویکتوریا را گاز می‌گیرد و او را به خون‌آشام تبدیل می‌کند تا نمیرد. ویکتوریا از بارناباس می‌خواهد تا او را جوزت صدا کند. طلسم بارناباس شکسته می‌شود. در آخر فیلم نشان داده می‌شود که زیر دریا یک دسته ماهی از اطراف بدن دکتر هافمن دور می‌شوند و او چشمانش را باز می‌کند و مشخص می‌شود که حالا او هم یک خون‌آشام است.

## بازیگران
| بازیگر            | نقش              |
| ----------------- | ---------------- |
| جانی دپ           | بارناباس کالینز  |
| اوا گرین          | آنجلیک بوچرد     |
| میشل فایفر        | الیزابت کالینز   |
| سوزانا کاپلارو    | نائومی کالینز    |
| جانی لی میلر      | راجر کالینز      |
| کلویی مورتز       | کارولین استادرد  |
| گالیور مک گرث     | دیوید کالینز     |
| هلنا بونهام کارتر | دکتر جولیا هافمن |
| جکی ارل هالی      | ویلی لومیس       |
| بلا هیتکوت        | ویکتوریا وینترز  |
| ری شرلی           | خانم جانسون      |
| ایوان کایی        | جاشوا کالینز     |
| کریستوفر لی       | بیل مالوی        |
| آلیس کوپر         | خودش             |

همچنین چهار نفر از بازیگران سری اصلی هم در فیلم نقشی کوتاه ایفا خواهند کرد: جاناتان فرید، لارا پارکر، دیوید سلبی و کاترین لی اسکات. جاناتان فرید آوریل ۲۰۱۲ از دنیا رفت و بازی در این فیلم آخرین نقش آفرینی او بود.